# Puygouzon
Puygouzon é uma comuna francesa na região administrativa da Occitânia, no departamento de Tarn. Estende-se por uma área de 19.96 km², e possui 3.485 habitantes, segundo o censo de 2018, com uma densidade de 170 hab/km².